# Калінінський (станційне селище, Маріїнський округ)
Калі́нінський (рос. Калининский) — станційне селище у складі Маріїнського округу Кемеровської області, Росія.

## Населення
Населення — 77 осіб (2010; 71 у 2002).
Національний склад (станом на 2002 рік):
- росіяни — 96 %